# Arquibi d'Alexandria
Arquibi d'Alexandria (Archibius, Arkhíbios  Ἀρχίβιος) fou un escriptor grec d'Alexandria, pare o fill de l'escriptor Apol·loni. Va escriure una interpretació dels epigrames de Cal·límac, obra que fou esmentada per Suides o la Suda.